# Škoda Octavia

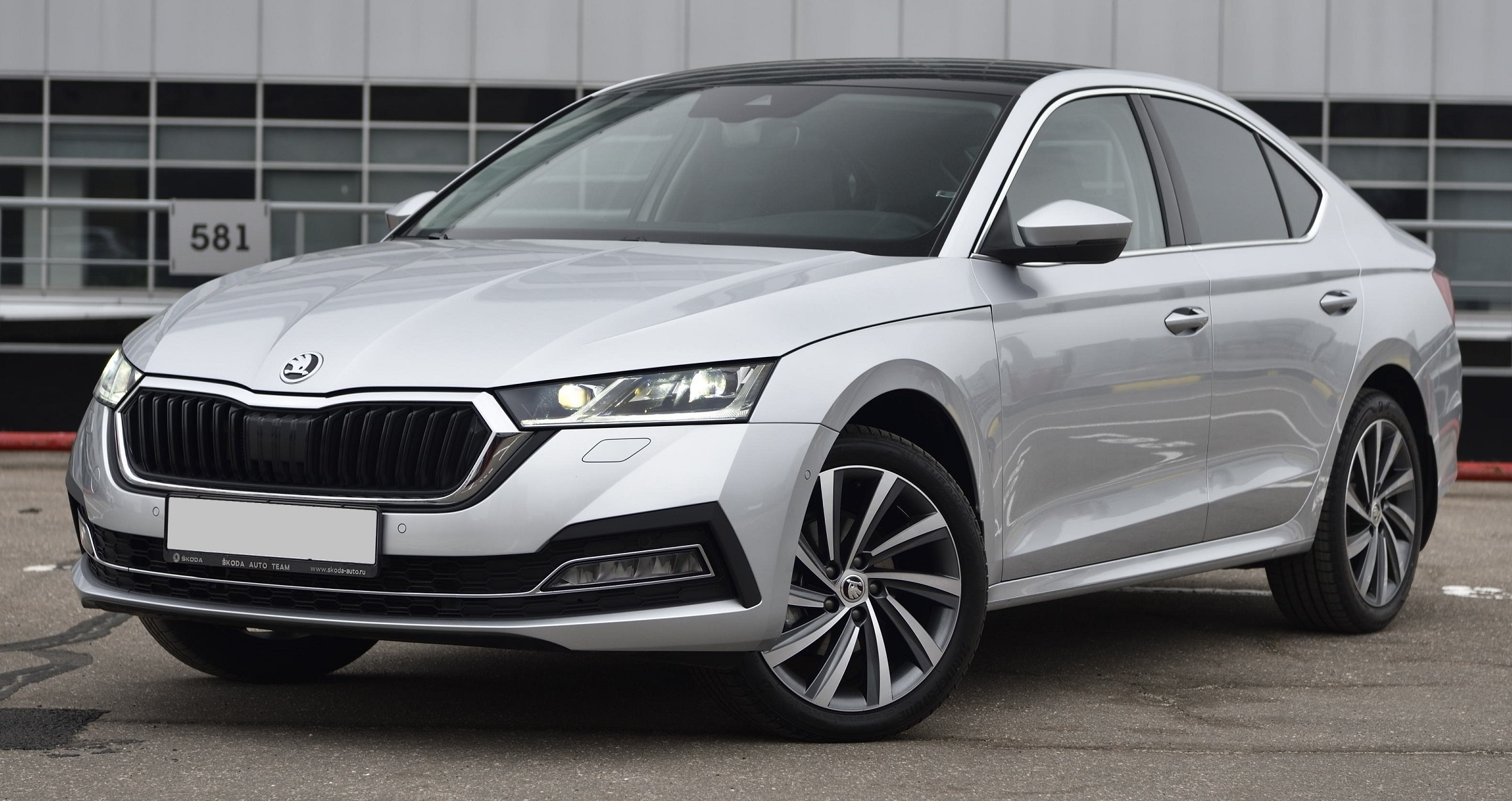
Škoda Octavia IV

Škoda Octavia is een modelnaam van het automerk Škoda.

## Eerste model 1959-1971

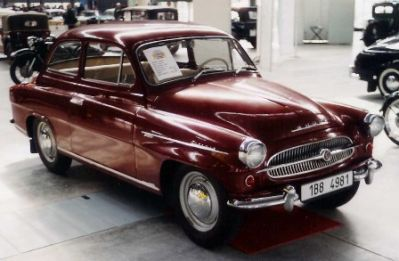
Het eerste model Škoda Octavia

De eerste Octavia ontstond in 1959, toen de vroegere Škoda-modellen 440 en 445 een grondige facelift ondergingen en de gewijzigde versie onder de naam Octavia op de markt kwam.
Ook technisch was de wagen gemoderniseerd: hij kreeg spiraalveren vooraan en een nieuwe achterwielophanging. De Octavia was verkrijgbaar in twee motorversies: 1098 cm³ (32 kW, goed voor 125 km/h) of 1221 cm³ (35 kW, 130 km/h). De vier-cilindermotor zat voorin.
De Octavia bleef in productie van 1959 tot 1964 en er werden 227.258 exemplaren van gebouwd. Van 1964 tot 1971 werd enkel nog de stationwagen-versie gebouwd.

## Tweede model 1996-heden
De huidige Octavia wordt op het Volkswagen Golf platform gemaakt en geproduceerd in Mladá Boleslav. In 2020 kwam de vierde generatie van de huidige Octavia op de markt.

### Eerste generatie 1996-2004

#### Kenmerken

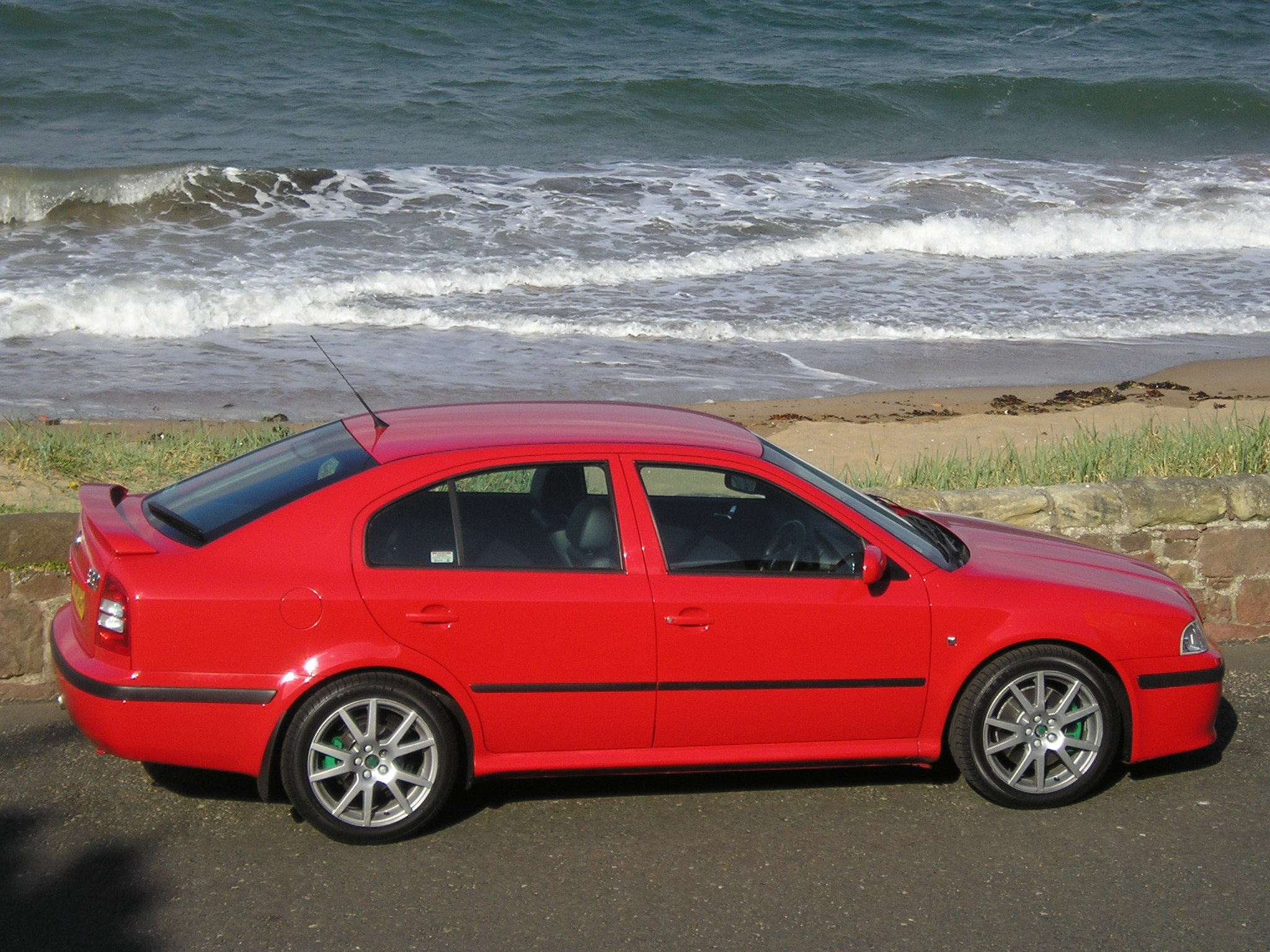
Skoda Octavia RS

In 1996 werd onder de oude benaming Octavia een gloednieuwe, eigentijdse gezinswagen gelanceerd. Deze auto heeft, buiten de naam, weinig gemeen met de oude Octavia. De auto is gebouwd op het Volkswagen A4-platform en is leverbaar als hatchback en stationwagon. In 2000 krijgt de Octavia een facelift en een aantal nieuwe motoren. De Octavia positioneert zich in het gamma tussen de kleinere Škoda Fabia en de luxewagen Škoda Superb. De Octavia moet het vooral hebben van een riante kofferbak en uitgebreide standaarduitrusting. De eerste generatie Octavia is in diverse landen nog leverbaar geweest als Tour-model naast het nieuwe, gefacelifte model. Diverse stijlelementen, waaronder het stuurwiel, zijn overgenomen van het nieuwe model. Dit was tot 2010/2011, afhankelijk van het land waar de Tour op de markt kwam.

#### Motoren
De motoren zijn afkomstig uit andere Volkswagenmodellen.

##### Benzine
| Type     | Motor    | Motor     | Motor   | Vermogen | Koppel | Jaartal     |
| Type     | Inhoud   | Cilinders | Kleppen | Vermogen | Koppel | Jaartal     |
| -------- | -------- | --------- | ------- | -------- | ------ | ----------- |
| 1.4      | 1397 cm³ | 4-in-lijn | 8V      | 60 pk    | 120 Nm | 1999 - 2001 |
| 1.4      | 1390 cm³ | 4-in-lijn | 16V     | 75 pk    | 126 Nm | 2001 - 2004 |
| 1.6      | 1598 cm³ | 4-in-lijn | 8V      | 75 pk    | 135 Nm | 1996 - 2000 |
| 1.6      | 1595 cm³ | 4-in-lijn | 8V      | 100 pk   | 145 Nm | 1998 - 2000 |
| 1.6      | 1595 cm³ | 4-in-lijn | 8V      | 102 pk   | 148 Nm | 2000 - 2009 |
| 2.0      | 1984 cm³ | 4-in-lijn | 8V      | 115 pk   | 165 Nm | 1999 - 2001 |
| 2.0      | 1984 cm³ | 4-in-lijn | 8V      | 115 pk   | 170 Nm | 2000 - 2005 |
| 2.0      | 1984 cm³ | 4-in-lijn | 8V      | 115 pk   | 172 Nm | 2001 - 2007 |
| 1.8 20V  | 1781 cm³ | 4-in-lijn | 20V     | 125 pk   | 170 Nm | 1997 - 1999 |
| 1.8 T    | 1781 cm³ | 4-in-lijn | 20V     | 150 pk   | 210 Nm | 1998 - 2006 |
| 1.8 T RS | 1781 cm³ | 4-in-lijn | 20V     | 180 pk   | 235 Nm | 2001 - 2004 |

##### Diesel
| Type    | Motor    | Motor     | Motor   | Vermogen | Koppel | Jaartal     |
| Type    | Inhoud   | Cilinders | Kleppen | Vermogen | Koppel | Jaartal     |
| ------- | -------- | --------- | ------- | -------- | ------ | ----------- |
| 1.9 SDI | 1896 cm³ | 4-in-lijn | 8V      | 68 pk    | 133 Nm | 1999 - 2004 |
| 1.9 TDI | 1896 cm³ | 4-in-lijn | 8V      | 90 pk    | 210 Nm | 1996 - 2007 |
| 1.9 TDI | 1896 cm³ | 4-in-lijn | 8V      | 100 pk   | 240 Nm | 2001 - 2004 |
| 1.9 TDI | 1896 cm³ | 4-in-lijn | 8V      | 110 pk   | 235 Nm | 1997 - 2006 |
| 1.9 TDI | 1896 cm³ | 4-in-lijn | 8V      | 130 pk   | 310 Nm | 2003 - 2004 |

### Tweede generatie 2004-2009

#### Kenmerken

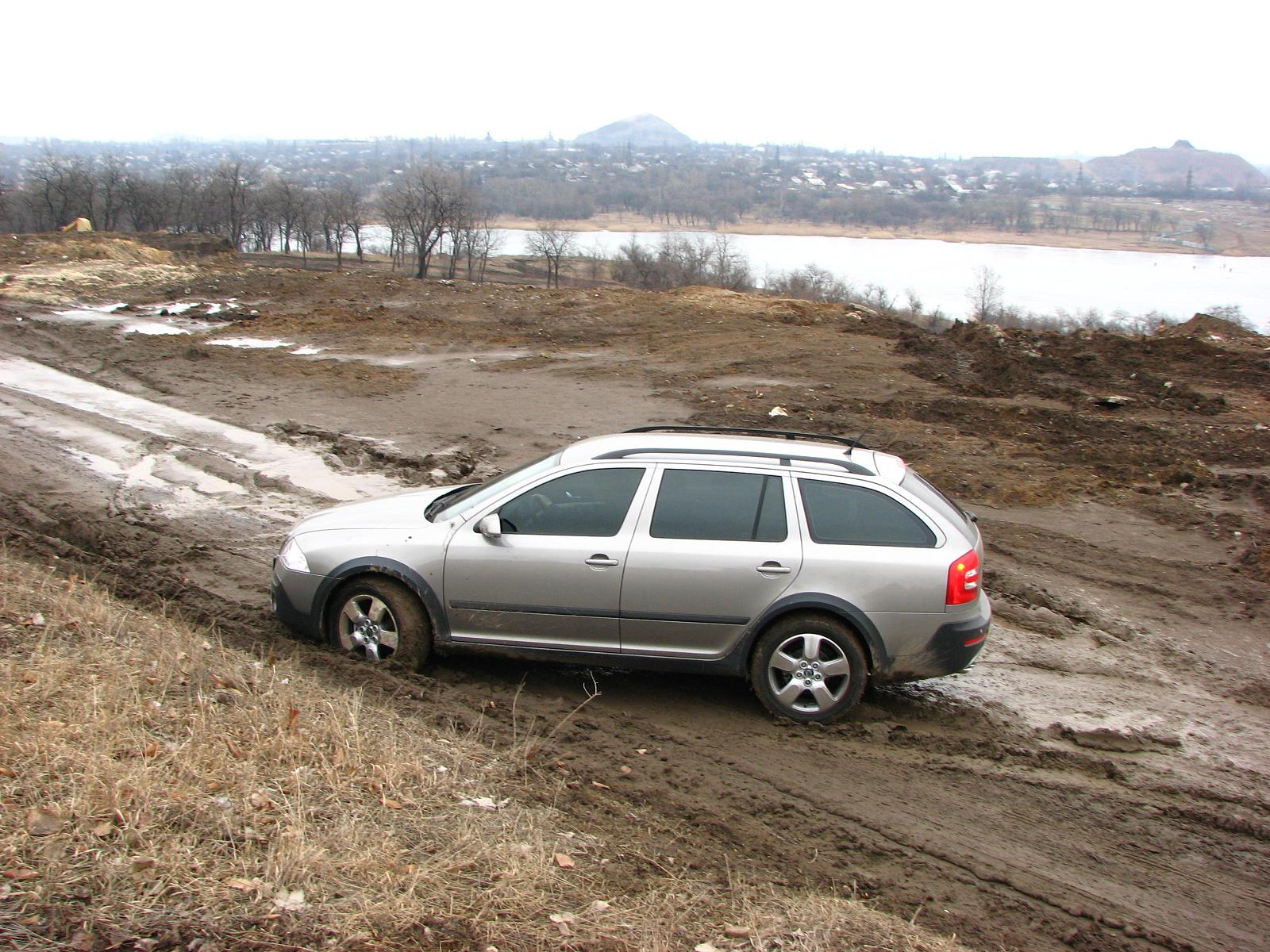
Skoda Octavia Scout

In 2004 werd een nieuw model gelanceerd, gebaseerd op het Volkswagen A5-platform waar ook veel andere modellen uit de Volkswagen Group gebruik van maken, zoals VW Golf V, Audi A3 II, Seat Leon II, Seat Altea en VW Touran. De wagen kreeg van zijn Belgische designer Dirk Van Braeckel een moderner uiterlijk en een rijkere uitrusting en is verkrijgbaar als Hatchback en als Combi. In 2006 verscheen er een sportieve RS-variant die eveneens zowel een Hatchback- als een  Combi-uitvoering kent. In 2007 is op basis van de Combi de Octavia Scout op de markt gekomen, dit is een terreinuitvoering met een 24 mm verhoogd onderstel en 4x4 vierwielaandrijving.

#### Motoren
De Octavia is verkrijgbaar met verschillende MPI (Multi Point Injection) en FSI (Fuel Stratified Injection) benzinemotoren en TDI (Turbodiesel Direct Injection) dieselmotoren.

##### Benzine
| Type        | Motor    | Motor     | Motor   | Vermogen | Koppel | Jaartal     |
| Type        | Inhoud   | Cilinders | Kleppen | Vermogen | Koppel | Jaartal     |
| ----------- | -------- | --------- | ------- | -------- | ------ | ----------- |
| 1.4 MPI     | 1390 cm³ | 4-in-lijn | 16V     | 75 pk    | 126 Nm | 2004 - 2006 |
| 1.6 MPI     | 1595 cm³ | 4-in-lijn | 8V      | 102 pk   | 148 Nm | 2004 - 2009 |
| 1.6 FSI     | 1598 cm³ | 4-in-lijn | 16V     | 115 pk   | 155 Nm | 2004 - 2009 |
| 2.0 FSI     | 1984 cm³ | 4-in-lijn | 16V     | 150 pk   | 200 Nm | 2004 - 2009 |
| 1.8 TFSI    | 1798 cm³ | 4-in-lijn | 16V     | 160 pk   | 250 Nm | 2007 - 2009 |
| 2.0 TFSI RS | 1984 cm³ | 4-in-lijn | 16V     | 200 pk   | 280 Nm | 2006 - 2009 |

##### Diesel
| Type           | Motor    | Motor     | Motor   | Vermogen | Koppel | Jaartal     |
| Type           | Inhoud   | Cilinders | Kleppen | Vermogen | Koppel | Jaartal     |
| -------------- | -------- | --------- | ------- | -------- | ------ | ----------- |
| 1.9 TDI        | 1896 cm³ | 4-in-lijn | 8V      | 105 pk   | 250 Nm | 2004 - 2009 |
| 2.0 TDI        | 1968 cm³ | 4-in-lijn | 16V     | 136 pk   | 320 Nm | 2004 - 2009 |
| 2.0 TDI        | 1968 cm³ | 4-in-lijn | 16V     | 140 pk   | 320 Nm | 2004 - 2009 |
| 2.0 TDI DPF    | 1968 cm³ | 4-in-lijn | 8V      | 140 pk   | 320 Nm | 2007 - 2009 |
| 2.0 TDI DPF RS | 1968 cm³ | 4-in-lijn | 16V     | 170 pk   | 350 Nm | 2006 - 2009 |

### Facelift tweede generatie 2009-2013

#### Kenmerken

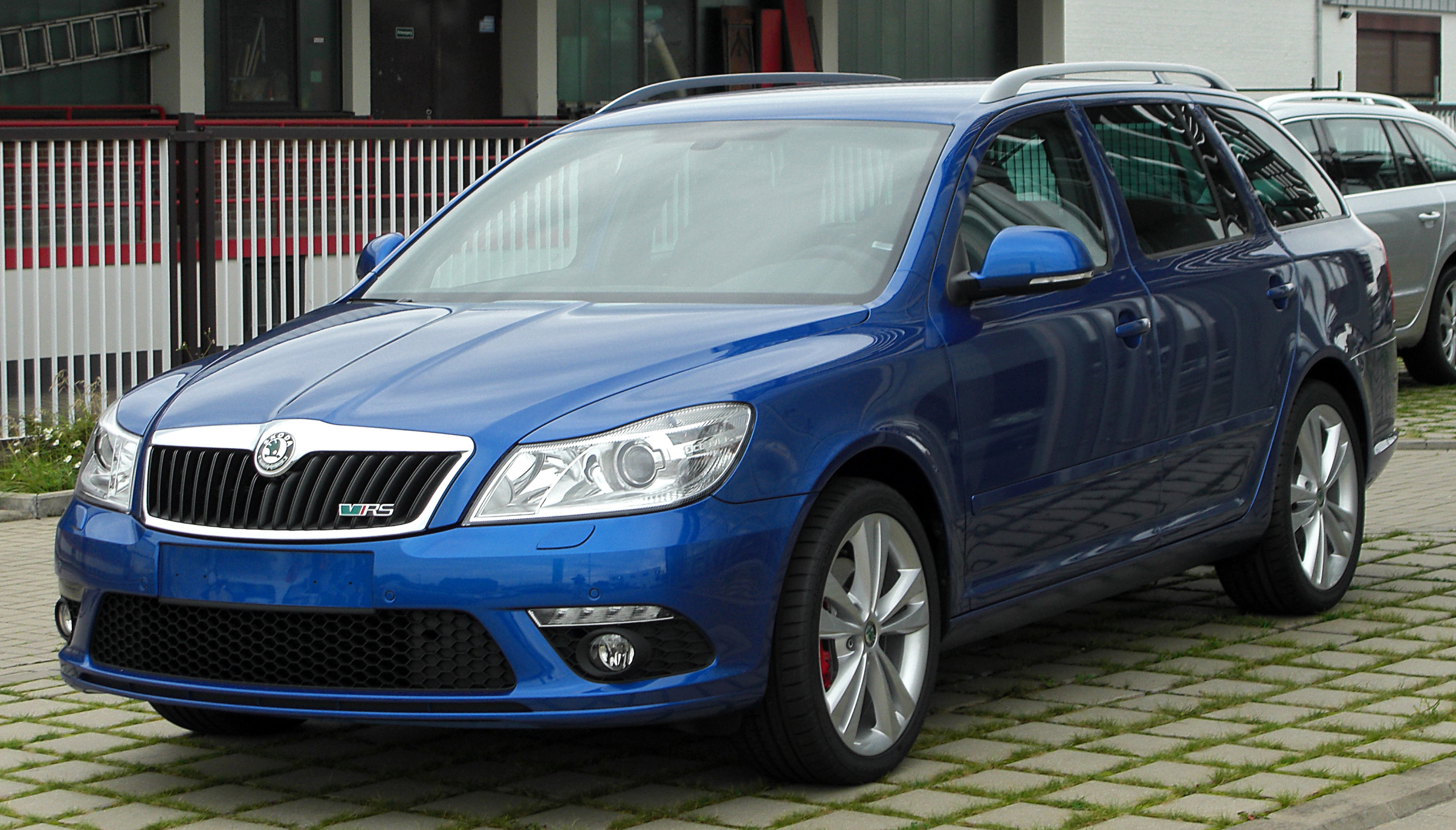
Skoda Octavia Combi RS

De Octavia vanaf het jaar 2009 is er als Hatchback (vijfdeurs) en als Combi (stationwagen). Dit is een facelift van het voorgaande model met technische verfijningen en een aantal nieuwe motoren. Met name de neus en koplampunits zijn opvallender geworden. Voor het eerst is er ook xenonverlichting leverbaar die met de bochten meeschijnt. De beide carrosserievarianten worden ook als Greenline op de markt gebracht. De Greenline-serie van Škoda heeft een zeer lage CO2-uitstoot waardoor auto's uit deze serie ook een A-label krijgen.

#### Motoren
De Octavia is verkrijgbaar met verschillende MPI (Multi Point Injection) en TSI (Twincharged Stratified Injection) benzinemotoren en TDI (Turbodiesel Direct Injection) dieselmotoren.

##### Benzine
| Type       | Motor    | Motor     | Motor   | Vermogen | Koppel | Jaartal     |
| Type       | Inhoud   | Cilinders | Kleppen | Vermogen | Koppel | Jaartal     |
| ---------- | -------- | --------- | ------- | -------- | ------ | ----------- |
| 1.4 MPI    | 1390 cm³ | 4-in-lijn | 16V     | 80pk     | 132 Nm | 2009 - 2012 |
| 1.6 MPI    | 1595 cm³ | 4-in-lijn | 8V      | 102 pk   | 148 Nm | 2009 - 2010 |
| 1.2 TSI    | 1197 cm³ | 4-in-lijn | 8V      | 105 pk   | 175 Nm | 2010 - 2012 |
| 1.4 TSI    | 1390 cm³ | 4-in-lijn | 16V     | 122 pk   | 200 Nm | 2009 - 2012 |
| 1.8 TSI    | 1798 cm³ | 4-in-lijn | 16V     | 160 pk   | 250 Nm | 2009 - 2012 |
| 2.0 TSI RS | 1984 cm³ | 4-in-lijn | 16V     | 200 pk   | 280 Nm | 2009 - 2013 |

##### Diesel
| Type       | Motor    | Motor     | Motor   | Motor           | Vermogen | Koppel | Jaartal     |
| Type       | Inhoud   | Cilinders | Kleppen | Voeding         | Vermogen | Koppel | Jaartal     |
| ---------- | -------- | --------- | ------- | --------------- | -------- | ------ | ----------- |
| 1.6 TDI    | 1598 cm³ | 4-in-lijn | 16V     | Common Rail     | 105 pk   | 250 Nm | 2009 - 2013 |
| 1.9 TDI    | 1896 cm³ | 4-in-lijn | 8V      | Pompverstuivers | 105 pk   | 250 Nm | 2009 - 2010 |
| 2.0 TDI    | 1968 cm³ | 4-in-lijn | 16V     | Pompverstuivers | 140 pk   | 320 Nm | 2009 - 2010 |
| 2.0 TDI    | 1968 cm³ | 4-in-lijn | 16V     | Common Rail     | 140 pk   | 320 Nm | 2010 - 2012 |
| 2.0 TDI RS | 1968 cm³ | 4-in-lijn | 16V     | Common Rail     | 170 pk   | 350 Nm | 2009 - 2013 |

### Derde generatie 2013-2017

#### Kenmerken

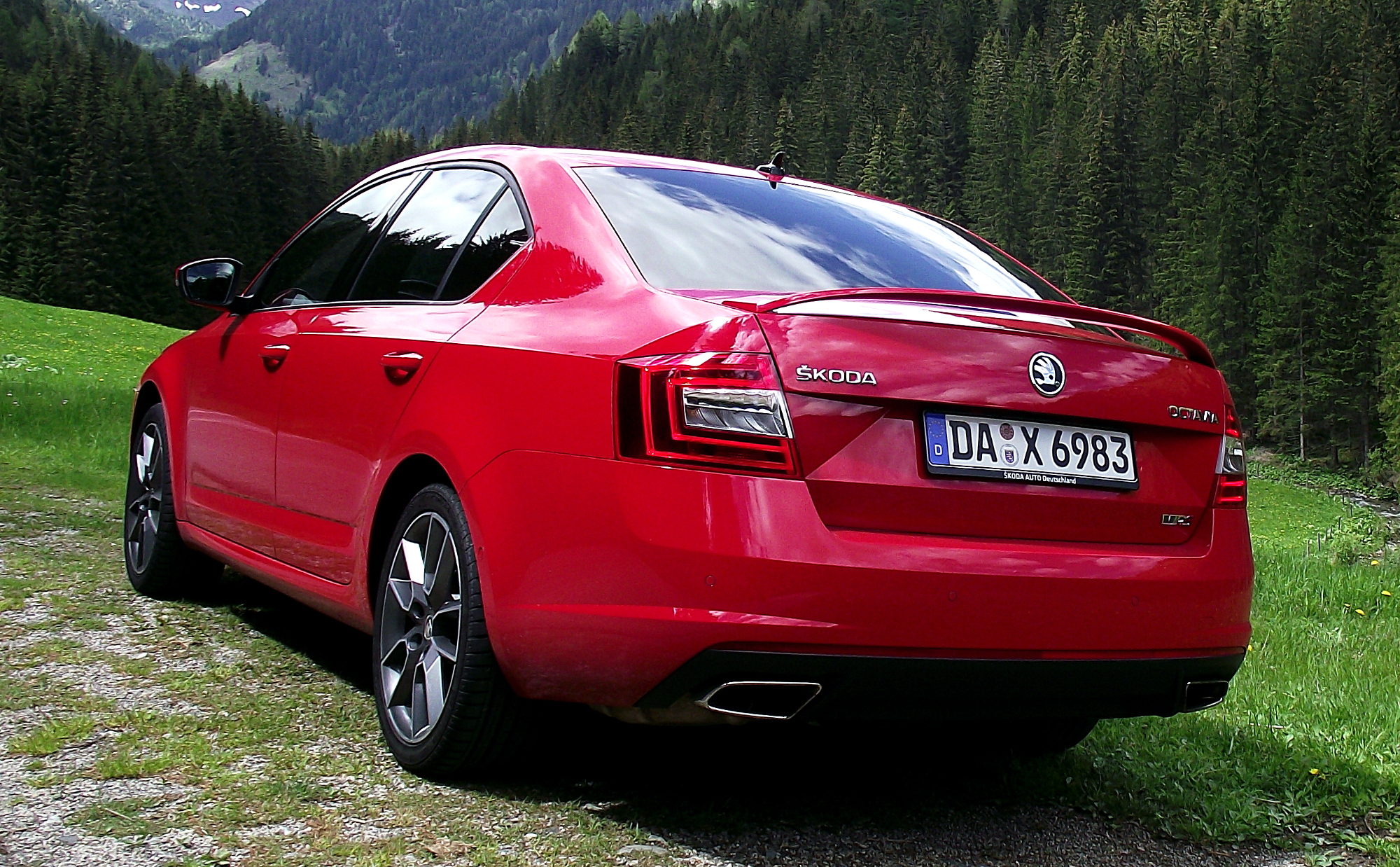
Skoda Octavia RS

In 2013 werd de derde generatie van de Octavia geïntroduceerd. Ten opzichte van zijn voorganger is de Octavia een stuk gegroeid. De wielbasis nam met bijna 10 cm toe en ook de totale lengte en breedte nam toe.
Hoewel de Octavia groter is geworden, is hij door het gebruik van het MQB-platform bijna honderd kilo lichter geworden. Het motorengamma bestaat uit direct ingespoten benzinemotoren en commonraildieselmotoren.
Nieuw leverbaar op de Octavia is onder andere noodremassistentie die remt in geval van een mogelijke aanrijding, vermoeidheidsherkenning, rijbaanassistentie, adaptive cruise control en een panoramadak.

#### Motoren

##### Benzine
| Type          | Motor    | Motor     | Motor   | Vermogen | Koppel | Jaartal     |
| Type          | Inhoud   | Cilinders | Kleppen | Vermogen | Koppel | Jaartal     |
| ------------- | -------- | --------- | ------- | -------- | ------ | ----------- |
| 1.2 TSI       | 1197 cm³ | 4-in-lijn | 16V     | 86 pk    | 160 Nm | 2013 - 2015 |
| 1.2 TSI       | 1197 cm³ | 4-in-lijn | 16V     | 105 pk   | 175 Nm | 2013 - 2012 |
| 1.2 TSI       | 1197 cm³ | 4-in-lijn | 16V     | 110 pk   | 175 Nm | 2015 - 2016 |
| 1.0 TSI       | 999 cm³  | 3-in-lijn | 12V     | 115 pk   | 200 Nm | 2016 - 2017 |
| 1.4 TSI       | 1395 cm³ | 4-in-lijn | 16V     | 140 pk   | 250 Nm | 2013 - 2015 |
| 1.4 TSI       | 1395 cm³ | 4-in-lijn | 16V     | 150 pk   | 250 Nm | 2015 - 2017 |
| 1.8 TSI       | 1798 cm³ | 4-in-lijn | 16V     | 180 pk   | 250 Nm | 2013 - 2017 |
| 2.0 TSI RS    | 1984 cm³ | 4-in-lijn | 16V     | 220 pk   | 350 Nm | 2013 - 2016 |
| 2.0 TSI RS230 | 1984 cm³ | 4-in-lijn | 16V     | 230 pk   | 350 Nm | 2016 - 2016 |

##### Aardgas
| Type          | Motor    | Motor     | Motor   | Vermogen | Koppel | Jaartal     |
| Type          | Inhoud   | Cilinders | Kleppen | Vermogen | Koppel | Jaartal     |
| ------------- | -------- | --------- | ------- | -------- | ------ | ----------- |
| 1.4 TSI G-TEC | 1495 cm³ | 4-in-lijn | 16V     | 110 pk   | 200 Nm | 2014 - 2017 |

##### Diesel
| Type              | Motor    | Motor     | Motor   | Motor       | Vermogen | Koppel | Jaartal     |
| Type              | Inhoud   | Cilinders | Kleppen | Voeding     | Vermogen | Koppel | Jaartal     |
| ----------------- | -------- | --------- | ------- | ----------- | -------- | ------ | ----------- |
| 1.6 TDI Greentech | 1598 cm³ | 4-in-lijn | 16V     | Common Rail | 105 pk   | 250 Nm | 2013 - 2015 |
| 1.6 TDI Greenline | 1598 cm³ | 4-in-lijn | 16V     | Common Rail | 110 pk   | 250 Nm | 2013 - 2014 |
| 1.6 TDI Greentech | 1598 cm³ | 4-in-lijn | 16V     | Common Rail | 110 pk   | 250 Nm | 2015 - 2017 |
| 2.0 TDI Greentech | 1968 cm³ | 4-in-lijn | 16V     | Common Rail | 150 pk   | 320 Nm | 2013 - 2015 |
| 2.0 TDI Greentech | 1968 cm³ | 4-in-lijn | 16V     | Common Rail | 150 pk   | 340 Nm | 2015 - 2017 |
| 2.0 TDI RS        | 1968 cm³ | 4-in-lijn | 16V     | Common Rail | 184 pk   | 380 Nm | 2013 - 2016 |

### Facelift derde generatie 2017-2020

#### Kenmerken
In 2017 kreeg de Skoda Octavia III een facelift. De grootste verandering vond plaats aan de neus van de auto, waar de enkele koplampen hebben plaatsgemaakt voor dubbele koplampen met leds. Daarnaast is er een nieuw en groter infotainmentsysteem leverbaar. Verder is de opgefriste Octavia leverbaar met onder andere Blind Spot Detection en Rear Traffic-alert die waarschuwt voor achteropkomend verkeer. Ook is het mogelijk om persoonlijke voorkeuren aan de sleutel te koppelen. Zaken zoals stoelstand, radiozenderkeuze en boordcomputerinstellingen kunnen hierin worden vastgelegd, zodat elke bestuurder de eigen voorkeuren behoudt.

#### Motoren

##### Benzine
| Type          | Motor    | Motor     | Motor   | Vermogen | Koppel | Jaartal      |
| Type          | Inhoud   | Cilinders | Kleppen | Vermogen | Koppel | Jaartal      |
| ------------- | -------- | --------- | ------- | -------- | ------ | ------------ |
| 1.0 TSI       | 999 cm³  | 3-in-lijn | 12V     | 115 pk   | 200 Nm | 2017 - heden |
| 1.4 TSI       | 1395 cm³ | 4-in-lijn | 16V     | 150 pk   | 250 Nm | 2017 - 2017  |
| 1.5 TSI       | 1495 cm³ | 4-in-lijn | 16V     | 150 pk   | 250 Nm | 2017 - heden |
| 1.8 TSI       | 1798 cm³ | 4-in-lijn | 16V     | 180 pk   | 250 Nm | 2017 - 2018  |
| 2.0 TSI RS245 | 1984 cm³ | 4-in-lijn | 16V     | 245 pk   | 370 Nm | 2017 - 2019  |

##### Aardgas
| Type          | Motor    | Motor     | Motor   | Vermogen | Koppel | Jaartal      |
| Type          | Inhoud   | Cilinders | Kleppen | Vermogen | Koppel | Jaartal      |
| ------------- | -------- | --------- | ------- | -------- | ------ | ------------ |
| 1.4 TSI G-TEC | 1395 cm³ | 4-in-lijn | 16V     | 110 pk   | 200 Nm | 2017 - 2018  |
| 1.5 TSI G-TEC | 1495 cm³ | 4-in-lijn | 16V     | 130 pk   | 200 Nm | 2019 - heden |

Diesel
| Type              | Motor    | Motor     | Motor   | Motor       | Vermogen | Koppel | Jaartal     |
| Type              | Inhoud   | Cilinders | Kleppen | Voeding     | Vermogen | Koppel | Jaartal     |
| ----------------- | -------- | --------- | ------- | ----------- | -------- | ------ | ----------- |
| 1.6 TDI Greentech | 1598 cm³ | 4-in-lijn | 16V     | Common Rail | 115 pk   | 250 Nm | 2017 - 2019 |
| 2.0 TDI Greentech | 1968 cm³ | 4-in-lijn | 16V     | Common Rail | 150 pk   | 340 Nm | 2017 - 2019 |

### Vierde generatie 2020-heden

#### Kenmerken

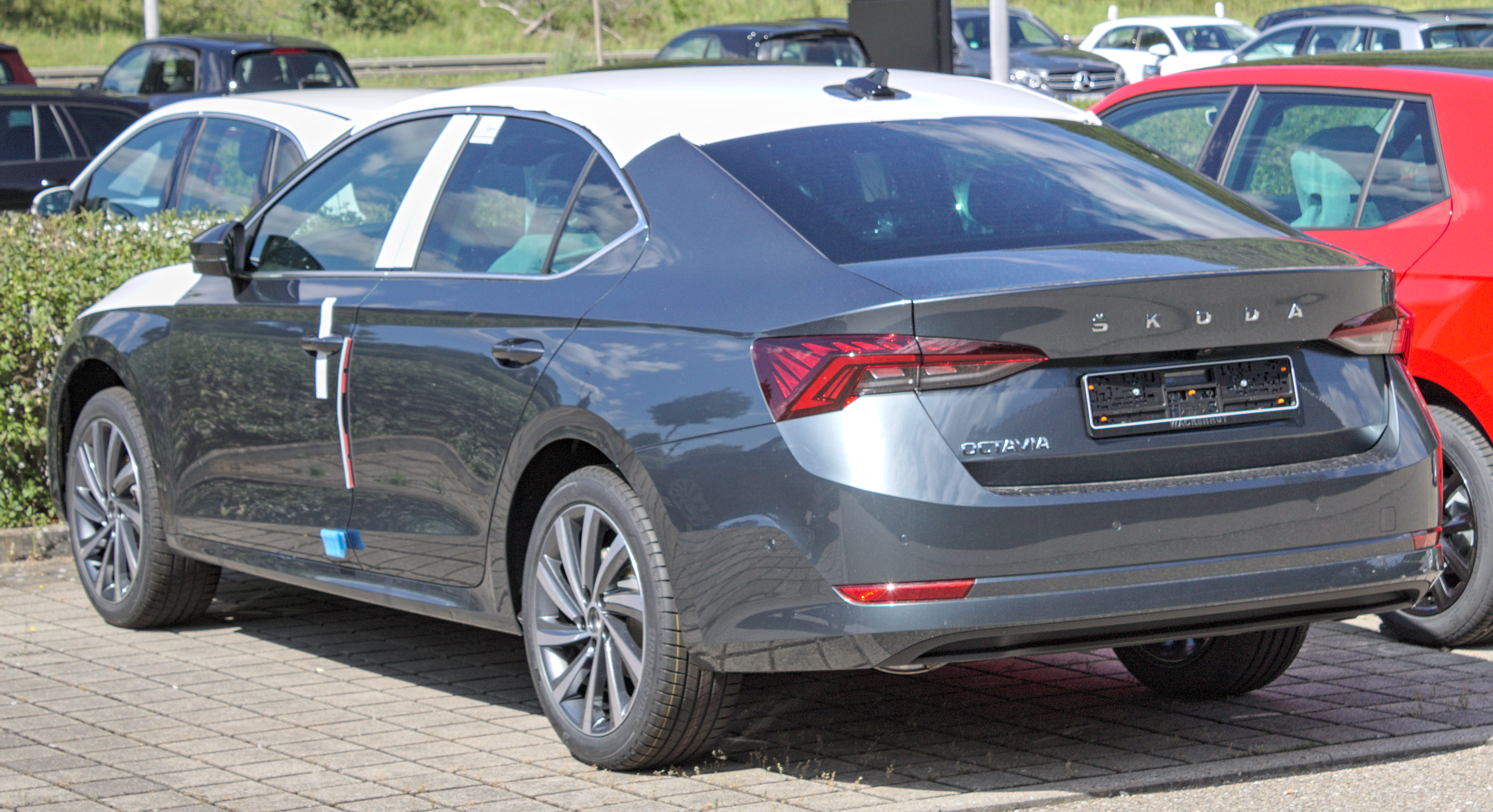
Škoda Octavia hatchback

De vierde generatie van de Octavia werd in november 2019 voorgesteld en kwam vanaf juni 2020 op de markt. Ten opzichte van de vorige generatie is de Octavia nagenoeg even groot gebleven, maar de kofferinhoud van de stationwagen is met 30 liter gegroeid.
Nieuw in deze vierde generatie zijn onder andere de standaard ledlampen, een volledig digitaal instrumentenbord, stembediening, head-up display en een infotainmentsysteem met aanraakscherm.

#### Motoren

##### Benzine
| Type       | Motor    | Motor     | Motor   | Vermogen | Koppel | Jaartal      |
| Type       | Inhoud   | Cilinders | Kleppen | Vermogen | Koppel | Jaartal      |
| ---------- | -------- | --------- | ------- | -------- | ------ | ------------ |
| 1.0 TSI    | 999 cm³  | 3-in-lijn | 12V     | 110 pk   | 200 Nm | 2017 - heden |
| 1.5 TSI    | 1498 cm³ | 4-in-lijn | 16V     | 150 pk   | 250 Nm | 2017 - heden |
| 2.0 TSI RS | 1984 cm³ | 4-in-lijn | 16V     | 245 pk   | 370 Nm | 2020 - heden |

##### Aardgas
| Type          | Motor    | Motor     | Motor   | Vermogen | Koppel | Jaartal      |
| Type          | Inhoud   | Cilinders | Kleppen | Vermogen | Koppel | Jaartal      |
| ------------- | -------- | --------- | ------- | -------- | ------ | ------------ |
| 1.5 TSI G-TEC | 1498 cm³ | 4-in-lijn | 16V     | 131 pk   | 200 Nm | 2019 - heden |

##### Diesel
| Type       | Motor    | Motor     | Motor   | Motor       | Vermogen | Koppel | Jaartal      |
| Type       | Inhoud   | Cilinders | Kleppen | Voeding     | Vermogen | Koppel | Jaartal      |
| ---------- | -------- | --------- | ------- | ----------- | -------- | ------ | ------------ |
| 2.0 TDI    | 1968 cm³ | 4-in-lijn | 16V     | Common Rail | 116 pk   | 300 Nm | 2020 - heden |
| 2.0 TDI    | 1968 cm³ | 4-in-lijn | 16V     | Common Rail | 150 pk   | 340 Nm | 2020 - heden |
| 2.0 TDI RS | 1968 cm³ | 4-in-lijn | 16V     | Common Rail | 200 pk   | 400 Nm | 2020 - heden |

##### Benzine/Hybride
| Type          | Motor    | Motor     | Motor   | Vermogen | Koppel | Jaartal         |
| Type          | Inhoud   | Cilinders | Kleppen | Vermogen | Koppel | Jaartal         |
| ------------- | -------- | --------- | ------- | -------- | ------ | --------------- |
| 1.0 TSI m-HEV | 999 cm³  | 3-in-lijn | 12V     | 110 pk   | 200 Nm | 2020 - Mei 2024 |
| 1.5 TSI m-HEV | 1498 cm³ | 4-in-lijn | 16V     | 150 pk   | 250 Nm | 2020 - heden    |

##### Plug-in Hybride
| Type          | Motor    | Motor     | Motor   | Vermogen | Koppel | Jaartal         |
| Type          | Inhoud   | Cilinders | Kleppen | Vermogen | Koppel | Jaartal         |
| ------------- | -------- | --------- | ------- | -------- | ------ | --------------- |
| 1.4 TSI iV    | 1395 cm³ | 4-in-lijn | 16V     | 204 pk   | 250 Nm | 2020 - Mei 2024 |
| 1.4 TSI iV RS | 1395 cm³ | 4-in-lijn | 16V     | 245 pk   | 250 Nm | 2020 - Mei 2024 |